# Network allocation vector
 (avril 2016).
Si vous disposez d'ouvrages ou d'articles de référence ou si vous connaissez des sites web de qualité traitant du thème abordé ici, merci de compléter l'article en donnant les références utiles à sa vérifiabilité et en les liant à la section « Notes et références ».
 (avril 2016).
Sa qualité peut être largement améliorée en utilisant un vocabulaire plus directement compréhensible.
Le network allocation vector (NAV) est un mécanisme d'écoute virtuelle de support utilisé par les protocoles de réseaux sans fils tels que IEEE 802.11 et IEEE 802.16 (WiMax).
L'écoute virtuelle du support est une abstraction logique limitant la nécessité d'écoute d'un récepteur et permettant par la même occasion d'économiser de l'énergie. Les entêtes de trames de la couche MAC contiennent un champ durée spécifiant le temps requis de transmission pour celle-ci, durant lequel le moyen sera occupé. Les stations écoutant le canal lisent cette durée et détermine une NAV en conséquence. Cette NAV est une durée pendant laquelle une station ne doit pas accéder au medium de communication.
Le NAV peut être vu comme un compteur comptant à rebours. Le compteur arrivé à zéro indique que le canal est inactif et lorsqu'il est différent de zéro, qu'il est actif.